# Sebi
A Sebi (magyarul: Magadhoz) Zala Kralj & Gašper Šantl szlovén zenei duó dala, amellyel Szlovéniát képviselték a 2019-es Eurovíziós Dalfesztiválon, Tel-Avivban. A dal az indulás jogát a 2019. február 16-án rendezett szlovén nemzeti döntőben az nyerte el, ahol a zsűri és a nézői szavazatok együttese alakította ki a végeredményt.

## Eurovíziós Dalfesztivál
2018. december 23-án jelentették be, hogy Zala Kralj & Gašper Šantl bekerült a szlovén eurovíziós válogató, az EMA 2019 tízfős mezőnyébe a Sebi című dallal. A műsor döntőjét a nézői voksok 72,89%-ával megnyerték, így ők képviselhetik hazájukat az Eurovíziós Dalfesztiválon, Izraelben.
A dalt az Eurovíziós Dalfesztiválon a május 14-i első elődöntőben adták elő, a fellépési sorrendben ötödikként, a lengyel Tulia együttes Fire of Love (Pali się) című dala után, és a cseh Lake Malawi zenekar Friend of a Friend című dala előtt. Innen 167 ponttal a hatodik helyen jutott tovább a döntőbe.
A május 18-i döntőben a fellépési sorrendben tizedikként adták elő, a svéd John Lundvik Too Late for Love című dala után és a Ciprust képviselő Tamta Replay című dala előtt. A szavazás során összesen 105 pontot szerzett. Ez a tizenötödik helyet jelentette a huszonhat fős mezőnyben.
A következő szlovén induló Ana Soklič Voda című dala lett volna a 2020-as Eurovíziós Dalfesztiválon.

## Videóklip
A dal videóklipjét Žiga Krajnc rendezte, aki korábban már dolgozott a formációval a Valovi, a Baloni és a S teboi című dalaik zenei videóján kapcsán.

## Slágerlistás helyezések
| Slágerlista (2019)             | Legjobb helyezés |
| ------------------------------ | ---------------- |
| Belgium (Ultratip Flanders)    | 217.             |
| Észtország (Eesti Tipp-40)     | 32.              |
| Szlovénia (SloTop50)           | 2.               |
| Svédország (Sverigetopplistan) | 13.              |
| Svájc (Schweizer Hitparade)    | 77.              |

## Külső hivatkozások
- Dalszöveg (szlovén nyelven)
- A dal előadása a szlovén nemzeti döntőben. YouTube-videó, EMA Eurovision Slovenia, 2019. február 16.
- A dal előadása az Eurovíziós Dalfesztivál első elődöntőjében. YouTube-videó, Eurovision Song Contest, 2019. május 14.
- A dal előadása az Eurovíziós Dalfesztivál döntőjében. YouTube-videó, Eurovision Song Contest, 2019. május 18.